# 甘すぎた果実
「甘すぎた果実」（あますぎたかじつ）は、安倍なつみの8枚目のシングル。2006年10月4日発売。

## 収録曲
全作曲：迫茂樹
1. 甘すぎた果実
作詞：BULGE・海老根祐子・古屋真　編曲：矢野博康
2. やんなっちゃう
作詞：BULGE　編曲：上野圭市
3. 甘すぎた果実 (Instrumental)

## 参加ミュージシャン
甘すぎた果実
- アコースティックギター：伊丹雅博
- コーラス：川村ゆみ
- その他の全ての楽器：矢野博康